# Arnoald
Arnoald, aussi nommé Arnoldus (~ 560 † 611), est le 25e évêque de Metz de 601 ou 603 à 611.

## Biographie
Très peu de choses sont livrées par la documentation contemporaine. Il est cité en 616 dans le testament de saint Bertrand, évêque du Mans, qui le méprise et ne mentionne pas sa qualité d'évêque : avec son oncle Agilulf, Arnoald aurait usurpé des biens appartenant à l'Église du Mans.
Vers 783, Paul Diacre raconte dans le Liber de Episcoporum Mettensium : « Agiulf, dont on dit que le père était issu d'une noble famille de sénateurs et la mère une fille du roi Chlodoveus… Après lui vint son neveu Arnoald. Lui succéda Pappolus. Arnoul, issu d'une très noble et très puissante souche de Francs, engendra deux fils d'un mariage légitime, Anchise (Anségise) et Chlodoul ».
À partir du XIIIe siècle, une tradition le donne comme le fondateur de l’abbaye Saint-Arnoul de Merkingen. Les terres qui ont constitué le domaine de l’abbaye auraient été cédées
par le roi austrasien Thibert II à l’évêque qui y aurait fondé l’abbaye. C’est actuellement un quartier de Sarrebruck : St Arnualer Markt,.

## Dates d’épiscopat
Au début du XIXe siècle Claude Philippe de Viville propose comme date 599-609.
L’analyse de chartes, de catalogues épiscopaux et de la confrontation avec les contraintes historiques réalisée par Jörg Jarnut montre un épiscopat allant de 603 à 611, ce qui confirme la tradition qui prétend qu’Arnoald a été évêque pendant huit ans et un mois. Mais la mort d’Agilulf, prédécesseur d’Arnoald est survenue en 601.

## Famille et descendance
La première mention de son ascendance est donnée par Paul Diacre qui le dit neveu de son prédécesseur Agilulf, lui-même fils d’une fille de Clovis. Puis des généalogies établies par l'évêché de Metz, à partir de 810, comme la Commemoratio genealogiae domni Karoli gloriossimi imperatoris le donnent pour fils d'un Ansbert et d'une Bilichide, elle-même fille du roi Clotaire Ier et ajoutent qu'il est le père de saint Arnulf, ancêtre des Carolingiens.
L’analyse récentes de ces traditions, si elle confirme le nom de ses parents et de son oncle, rejette le lien de parenté avec Clotaire Ier, corrige Clovis en Chlodéric et considère qu’Arnoald n’est pas le père, mais le beau-père de saint Arnulf.
La tradition lui attribue une épouse du nom d’Ode, mais c’est le résultat d’une confusion : au Moyen Âge, deux traditions à propos du père de saint Arnulf coexistaient : l’une donnait Arnoald pour père de saint Arnulf, l’autre lui donnait pour parents Bodogisel et sainte Ode. Aegidius d’Orval a tenté de concilier les deux traditions en voulant faire d’Arnoald et de Bodogisel une personne unique.
Le nom de l’épouse d’Arnoald est resté inconnu, mais celle-ci a donné naissance à :
- Doda, épouse d'Arnulf, puis nonne à Trèves après 612.